# 天峰山
天峰山（てんぽうざん）は岩手県盛岡市日戸にある山。標高は845メートル。

## 概要
天峰山から眺望する岩手山は、眼下に広がるまち並みなどと一体化した広大な景観が特徴的である。そのため、天峰山から岩手山の眺望を確保するため建築物などの高さや建築物の外観意匠及び工作物の計画が規制されている。
- 所在地：岩手県盛岡市日戸
- 標高： 845メートル[1]
- 交通：JR東日本盛岡駅から車で約40分（市道 一の渡岩洞湖線）[2]